# Hoboksar

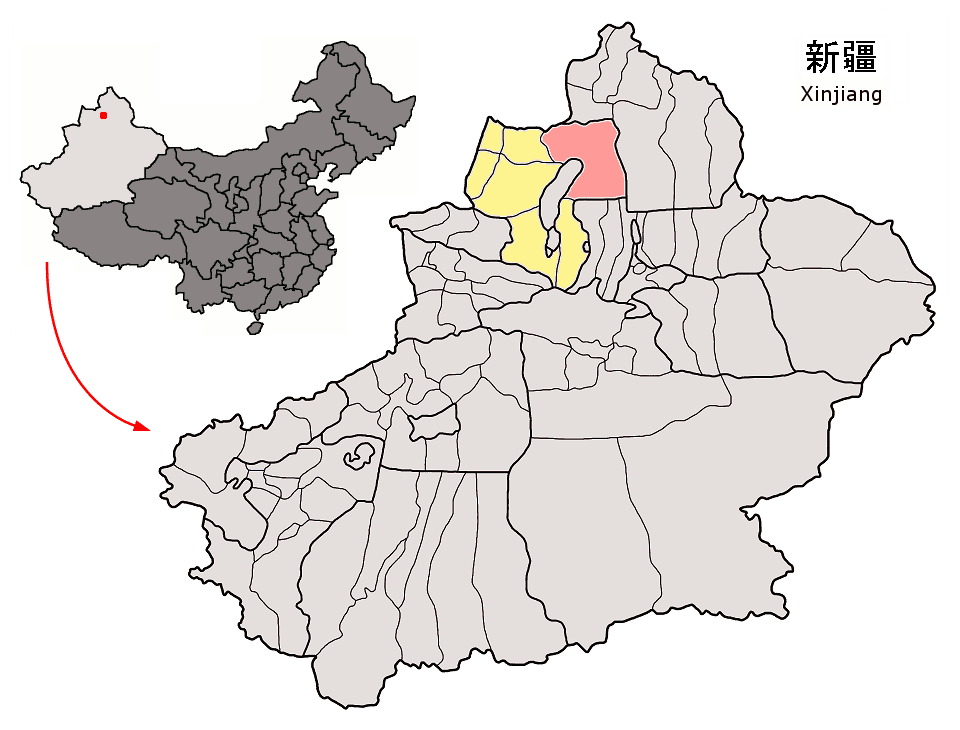
Lage des Kreises Hoboksar (rosa) im Regierungsbezirk Tacheng (gelb)

Der Mongolische Autonome Kreis Hoboksar (chinesisch 和布克赛尔蒙古自治县, Pinyin Hébùkèsài'ěr Měnggǔ Zìzhìxiàn; uigurisch قوبۇقسار موڭغۇل ئاپتونوم ناھىيىسى Ⱪobuⱪsar Mongƣul Aptonom Naⱨiyisi, kasachisch قوبىقسارى موڭعۇل اۆتونوميالى اۋدانى Qobıqsarı Moñğul Avtonomyalı Awdanı, mongolisch ᠬᠣᠪᠣᠭᠰᠠᠶᠢᠷ ᠮᠣᠩᠭᠣᠯ ᠥᠪᠡᠷᠲᠡᠭᠡᠨ ᠵᠠᠰᠠᠬᠤ ᠰᠢᠶᠠᠨ) ist ein autonomer Kreis der Mongolen im Regierungsbezirk Tacheng, der wiederum zum Kasachischen Autonomen Bezirk Ili im Uigurischen Autonomen Gebiet Xinjiang der Volksrepublik China gehört. Hauptort des Kreises Hoboksar ist die Großgemeinde Hoboksar (和布克赛尔镇). Die Fläche beträgt 28.784 Quadratkilometer und die Einwohnerzahl 62.100 (Stand: Zensus 2010). 1999 zählte der Kreis Hoboksar 50.942 Einwohner.